# Občina Radeče
Občina Radeče je jednou z 212 občin ve Slovinsku. Nachází se v Posávském regionu na území historického Kraňska. Občinu tvoří 23 sídel, její rozloha je 52,0 km² a k 1. lednu 2017 zde žilo 4 240 obyvatel. Správním střediskem občiny je město Radeče.

## Geografie
Při východním okraji občiny protéká hlubokým údolím řeka Sáva. V údolí je nadmořská výška zhruba od 190 do 220 m. Směrem na západ se však krajina zvedá do hor, kde nadmořská výška dosahuje 960 m. Velká část terénu je zalesněná.

## Členění občiny
Občina se dělí na sídla: Brunk, Brunška Gora, Dobrava, Čimerno, Goreljce, Hotemež, Jagnjenica, Jelovo, Log pri Vrhovem, Loška Gora, Močilno, Njivice, Obrežje, Počakovo, Prapretno, Radeče, Rudna vas, Stari Dvor, Svibno, Vrhovo, Zagrad, Zavrate, Žebnik.